# Otto von Plessen
Otto baron von Plessen (3. april 1816 på Sierhagen – 3. april 1897 i Baden) var en dansk diplomat.

## Karriere som diplomat i Rusland
Han var 3. søn af gehejmekonferensråd Mogens Joachim von Plessen (1782-1853), siden 1830 greve Scheel-Plessen, og Margrethe Wilhelmine f. Hedemann (1788-1854), og fødtes 3. april 1816 på Sierhagen. Han var således bror til Carl Theodor August Scheel-Plessen og Wulff Heinrich Bernhard Scheel-Plessen. Efter at have fuldendt sine studier i Kiel ansattes han 1841 ved gesandtskabet i Sankt Petersborg og udnævntes til legationssekretær sammesteds 1843. Da hans chef, grev O. Rantzau, tog afsked af misfornøjelse med det åbne brev af 8. juli 1846, viste regeringen sin tillid til den unge sekretær ved at betro ham at fungere som chargé d'affaires ved det vigtige russiske hof. I denne stilling traf begivenhederne i 1848 ham. Hans loyalitet var sikker nok, og ingen kunne stærkere end han fordømme oprøret. Men, som han skrev til udenrigsministeren, "der er naturlige Baand, som man ikke kan frigjøre sig for", og han bad derfor om, at der ikke måtte blive ham noget pålagt, som "var direkte rettet mod det Land, hvori han var født". I øvrigt stillede han alle sine kræfter til kongens rådighed "med hele den Loyalitet og ubegrænsede Troskab, i hvilken han var opdragen". Det er bekendt, at det skyldtes kejserens energiske forestillinger, at fjenden rømmede Jylland i sommeren 1849, uden hans virksomme understøttelse var freden 2. juli 1850 næppe kommet i stand, og ved hans bistand sikredes prins Christians valg til tronfølger i det samlede monarki. I alt dette havde Plessen sin væsentlige del, og det var ikke altid let for ham at forsone kejseren med forhold og personer i Danmark, så meget mere som hans egne, stærkt konservative anskuelser ikke altid sympatiserede med vor demokratiske forfatningsudvikling. Hvad der lettede ham hans vanskelige hverv, var, at han efterhånden havde vundet en ganske eksceptionel stilling i Petersborg, efter at han i juni 1849 var blevet udnævnt til gesandt. Hos kejseren var han højt anskreven, og til grev Nesselrode havde han til enhver tid fri adgang, og dette rent personlige forhold blev endnu intimere, da han 9. maj 1853 ægtede prinsesse Varvara Sergjevna Gagarine (f. 1825), en nær slægtning af kansleren. Ved brylluppet, der efter kejserindens forlangende afholdtes i Vinterpaladsets kapel, var kejseren og hele den kejserlige familie tilstede, og grev Nesselrode fungerede som brudgommens "père d'honneur". Denne Plessens udmærkede stilling bidrog også væsentlig til, at den russiske regering under Krimkrigen fandt sig i, at vor neutralitetserklæring tilstod de krigsførende fordele i de danske havne, af hvilke det var åbenbart at kun de allierede magters flåder kunne benytte sig.

## Krimkrigens følger og den2. slesvigske krig
Denne krig kom i øvrigt i dobbelt henseende til at indvirke på Plessen og hans stilling. Han, der havde næret den fasteste tro på kejser Nicolaus og Ruslands overlegne magtstilling, følte ligesom grunden vakle under sig og sin hele politiske verdensanskuelse, da han så vestmagternes sejr. Men dertil kom, at hans personlige stilling forandredes ved tronskiftet i Rusland 1855. Vel viste også Alexander II ham stor velvilje, og hans forhold til den nye udenrigsminister var ligeledes godt, men den nye kejser var ikke en så mægtig personlighed som forgængeren, og lige så mange personlige berøringspunkter, der knyttede Plessen til Nesselrode, lige så få havde han med fyrst Gortschakov, hvis politik desuden var langt mere rettet på Sortehavet end på magtforholdene i Østersøen. Efterhånden udviklede den danske politik sig også i en retning, som Plessen ikke billigede. Endelig tyngedes hans sind af bekymring for hans hustru, hvis sygelighed i de følgende år nødte ham til gentagne gange at søge permission for at følge hende til badesteder. Hans blik på fremtiden blev stedse mørkere, og med den åbenhed, som er en gesandts første pligt, udtalte han sig derom i sine Indberetninger, hvad der under det Rotwittske Ministerium pådrog ham en konflikt med udenrigsministeren, der måtte have ført til hans afskedigelse, hvis ikke baron C.F.A.B. Blixen-Finecke kort efter var gået af. Da så krisen indtrådte i 1863-64, kunne intet udrettes i Petersborg, fordi Rusland ved den polske opstand var blevet knyttet til den preussiske politik, og Gortschakov havde ikke øje for den fare, der ville true Rusland, når Kiel blev en tysk krigshavn. Endnu ét middel, mente han, at man kunne finde til at bevare Hertugdømmerne, og med permission begav han sig i juni 1864 til København for, som det synes uden dertil at have fået nogen opmuntring i Petersborg, at foreslå, at Hertugdømmerne stilledes i personalunion med Danmark. Men, som det var at forudse, fandt dette forslag hverken her eller i Hertugdømmerne nogen anklang, og det siges, at hans broder Carl svarede ham: "Foruden dig og mig er der intet Menneske her i Hertugdømmerne, som vilde lade sig nøje dermed". Han begærede nu sin afsked, men forinden derpå resolveredes, foregik ministerskiftet, og på Bluhmes indstændige opfordring tog Plessen sin ansøgning tilbage.
I foråret 1866, da krigen mellem Østrig og Preussen var forestående, udførte Plessen en hemmelig sendelse til grev Bismarck, men uden resultat. Den sidste statsakt, i hvilken han deltog, var prinsesse Dagmars bryllup 9. november 1866, og på hans gentagne ansøgning blev han derefter entlediget 1. december samme år. Men, skønt udtrådt af dansk tjeneste, ville han ikke opgive sit undersåtsforhold til den danske konge og stat. Han vendte således ikke tilbage til Holsten, men bosatte sig med sin hustru (død 1893) i Baden-Baden som dansk undersåt, ligesom han også sørgede for, at hans eneste barn, Sergius Joseph Baron von Plessen, anerkendtes som sådan. I Baden døde han 3. april 1897. Da han 1876 sidste gang besøgte København, udnævntes han, der allerede havde fået det hvide bånd i 1856 og var gehejmekonferensråd siden 1862, til Ridder af Elefanten. Han var mere grundig end glimrende, og hans alvorlige og kølige væsen virkede næppe synderlig vindende på dem, der ikke kendte ham nøjere, men han var en ædel og helstøbt personlighed og en fuldendt gentleman, der aldrig gik på akkord med sin samvittighed.